# Musicstation
MusicStation war eine Shopping-Plattform für mobile Musik, die in Konkurrenz zu Apples iTunes-Store stand. Der Dienst wurde zum 31. Dezember 2011 eingestellt.
Betreiber war die US-Firma Omnifone.
Es handelte sich dabei um ein Gemeinschaftsprojekt der führenden Handyhersteller wie Nokia, Sony Ericsson, Motorola und Samsung, insgesamt 30 Mobilfunkbetreibern und den vier Labels Universal Music Group, Sony BMG, EMI Music und Warner Music International sowie einige unabhängige Verlage.

## Projektstart
MusicStation startete knapp vor der Markteinführung des iPhones in den USA am 29. Juni 2007.
In Zukunft sollte MusicStation in ganz Europa, Asien und Afrika starten. Die beteiligten Handyhersteller wollten ab sofort auch Handys ausliefern, die bereits mit Software für den Zugriff auf MusicStation ausgestattet sind.

## Vision
"Wir erwarten, dass wir MusicStation dieses Jahr hundert Millionen Teilnehmern anbieten können. Wir glauben, dass MusicStation dadurch, dass Verbraucher die ultimative Freiheit eines unbeschränkten Musikzugangs erhalten, wo immer sie sind und ganz gleich, welches Handy sie kaufen, das derzeit herausragendste Angebot hinsichtlich digitaler Musik für Verbraucher bietet" erklärte der Chef des MusicStation-Betreibers Omnifone, Rob Lewis.                                                         
Die Musikfirmen hofften, dass MusicStation dazu beitragen wird, den Konsum von Musik über das Handy populärer zu machen. Das Angebot sollte mit zahlreichen Java- und Symbian-Handys, die für eine schnelle Datenübertragung und mit einem MP3-Player ausgerüstet sind, genutzt werden können.

## Nutzungsgebühren
Für eine Gebühr von 2,99 Euro pro Woche stand den Nutzern das Angebot der genannten Labels und weiterer Medienanbieter zur Verfügung. In diesem Preis sind die Kosten für die Datenübertragung bereits enthalten.